# 哲學博士

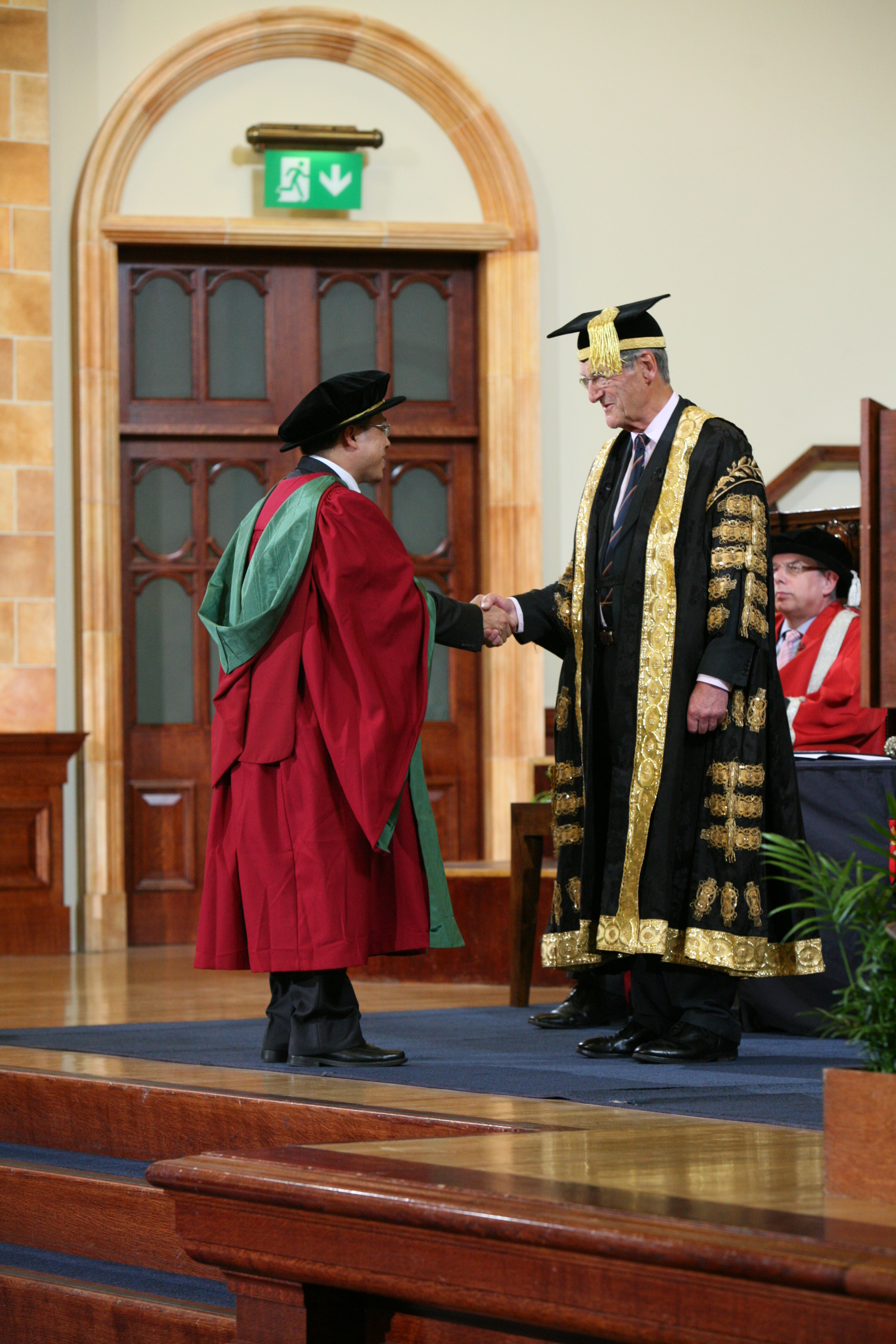
伯明翰大学哲学博士授位仪式

哲學博士（拉丁語：Philosophiæ Doctor，簡稱PhD、Ph.D.或D.Phil.，又譯研究博士）源于希腊语，意思为对智慧的爱（「Love of Wisdom」）。是英美教育传统中的各国，其大学可以授予的最高学位，已完成博士阶段课程但尚未完成论文的博士生又称为博士候选人（Ph.D. candidate）。各专业完成博士课程与研究者都有可能获得哲学博士学位。作为一种研究型学位，希望获得学位的博士生需要作出有独创性的研究，并将研究结果写成论文、通过论文答辩方可获得哲学博士学位。在一些英语国家，取得博士学位者可根据自身偏好，将“Dr.”（博士）放在自己的名字之前或在名字后接“Ph.D.”。对许多学科领域来说，取得哲学博士学位是获得大学教职或成为研究者的基本条件。

## 簡介
知識的主要特徵分為“已知”和“未知”兩種形式，已知知識是對未知研究的結果，也就是科學，而哲學是對未知知識的探索。當一個人在某些領域擁有的理論與知識具有相當程度的認識，並參與了對未知事物的研究，對未知事物提供合理且可證明的解釋，最後通過答辯去捍衛並且接受相同領域專家的挑戰，並向全世界證明其探索出的“未知”經得起質疑時。大學會認為此人在某領域有將“未知”轉化為“已知”的能力，或有將某件事物從哲學領域轉移到科學領域的能力，那麼大學會向其授予PhD哲學博士學位。
儘管 "PhD" 這個名稱與哲學有關，但在現代，這個學位在各種學科和專業領域都存在(也包含哲學這一領域，PhD in Philosophy)
惟非研究性質的專業課程博士畢業生通常是用其他的學銜，例如建築學的建築學博士（D.Arch）、工程學的工程學博士（D. Eng.）、健康科學的公共衛生博士（Dr.P.H.）、教育學的教育博士（Ed.D），管理學的工商管理博士（DBA）、社會工作學的社會工作博士（DSW）、心理學的心理學博士（PsyD）、公共行政學的公共行政博士（DPA）。在普通法制國家，如英國或美國的法學博士稱為Doctor of Judicial Science（簡稱JSD）。
在傳統歐洲學制中，最高學銜為文學博士（Doctor of Letters, 簡稱D. Litt.）通常屬於榮譽性質，擁有人通常是知名且具有影響力的學者，而英國牛津大學慣用「D.Phil.」來稱呼博士學位。
入讀哲學博士課程者並非一定先要獲得碩士資歷，許多高等院校支持學士學位逕修讀博士課程。在英美學制地區，可直接入讀哲學博士課程，在英國畢業後可一同取得哲學碩士與哲學博士學位，而在美國一般可同時獲頒哲學博士和文學碩士或理學碩士學位，部分亞洲地區也有模仿此方式而稱為碩博連讀。

## 取得過程
一般英美學制或歐盟統一學制國家的博士生在就讀課程至獲授博士銜期間，會經歷以下階段：
1. 完成指定的修課式課程，通常是研究方法論或有關學術範疇的研究程度課程。
2. 部份教育機構會要求新入學的博士生在設定的年限內通過「資格考核」（Qualification Exam），通常為入學後 2-3 年內必需通過。
3. 撰寫論文／研究計劃書，並取得論文導師批准進行。
4. 開始進行研究並撰寫論文。此時，博士生可自稱為博士候選人（Doctoral Candidate）。
5. 呈交論文並通過論文答辯（Viva-voce），部份院校會要求先通過答辯再提交論文。已通過答辯但未提交論文的博士候選人可以在個人學術資格清單上寫上畢業學銜的簡稱加上 ABD（All But Dissertation，尚欠論文）一字，如 Ph.D. (ABD)，表示自己將獲博士資歷。
6. 由高等教育機構頒發博士學位。

## 相關書籍
- Delamont, S., Atkinson, P. & Parry, O. (1997). Supervising the Ph.D.: A guide to success. Buckingham: Open University Press. ISBN 0-335-19516-4
- Dinham, S. & Scott, C. (2001). The experience of the results of disseminating the results of doctoral research. Journal of Further and Higher Education, 25 (1) 45–55. ISSN 1469-9486
- Feibelman,  Peter J. A Ph.D. Is Not Enough!: A Guide to Survival in Science (2011) excerpt（页面存档备份，存于）
- Geiger, Roger L.  To Advance Knowledge: The Growth of American Research Universities, 1900–1940. (Oxford University Press, 1986).
- Geiger, Roger L. Research and Relevant Knowledge: American Research Universities Since World War II (2001).
- MacGillivray, Alex; Potts, Gareth; Raymond, Polly. Secrets of Their Success (London: New Economics Foundation, 2002).
- Mewburn, Inger. How To Tame Your Ph.D. (2012) excerpt（页面存档备份，存于）
- Petre, Marian. The Unwritten Rules Of Phd Research  (2010) excerpt（页面存档备份，存于）
- Phillips, E. & Pugh, D.S.  How to get a Ph.D. : managing the peaks and troughs of research. Milton Keynes: Open University Press 1987. ISBN 0-335-15537-5
- Simpson, Renate. How the Ph.D. came to Britain: A century of struggle for postgraduate education, Society for Research into Higher Education, Guildford (1983).
- Wellington, J. Bathmaker, A._M., Hunt, C., McCullough, G. & Sikes, P. (2005). Succeeding with your doctorate. London: Sage. ISBN 1-4129-0116-2
- Wilkinson, D. (2005) The essential guide to postgraduate study London : SAGE ISBN 1-4129-0062-X (hbk.)
- Wisker, G. (2005) The Good Supervisor: Supervising Postgraduate and Undergraduate Research for Doctoral Theses and Dissertations Palgrave Macmillan. ISBN 1-4039-0395-6.

## 外部連結
- PhDStudent.com（页面存档备份，存于）, The tools you need to survive and thrive in graduate school.
- Supervision of Ph.D. students（页面存档备份，存于） (with some focus on disagreements)
- The Admit Lab- （页面存档备份，存于） A free blog with all the information you neeed for applying to PhD programs.